# A1 Ethniki
A1 Ethniki ili (Grčki: A1 Εθνική Κατηγορία) je najviši razred grčkog košarkaškog natjecanja. Osnovana je 1927. godine, a sastoji se od 12 klubova. Jedna je od 5 najjačih europskih košarkaških liga. 

## Povijest
Košarka se u Grčkoj pojavljuje 1910., a prva natjecanja odigrana su 1925. godine. Prvo službeno košarkaško prvenstvo organizirano je 1927. Grčka liga je jedna od najjačih europskih košarkaških liga i dugo je bila smatrana najboljem košarkaškom ligom poslije američke NBA. U njoj igraju klubovi koji su obilježili povijest europske košarke, poput današnjih euroligaša Panathinaikosa i Olympiakosa. Ostale momčadi poput Arisa i AEK-a isto su tako napravile značajnije uspjehe u europskoj košarci. Usprkos tome što je do sada prvenstvo odigrano 85 puta (do uključivo 2025.), a samo 9 klubova je osvajalo to natjecanje. Među njima prednjači Panathinaikos koji je prvenstvo osvojio 40 puta.
| - 1928. Iraklis Solun B.C. - 1929. Panellinios Atena - 1930. Aris BC - 1931. Nije igrano - 1932. Nije igrano - 1933. Nije igrano - 1934. Nije igrano - 1935. Iraklis Solun B.C. - 1936. Near East - 1937. Sveučilište u Ateni - 1938. Nije igrano - 1939. Panellinios Atena - 1940. Panellinios Atena - 1941. Nije igrano - 1942. Nije igrano - 1943. Nije igrano - 1944. Nije igrano - 1945. Nije igrano - 1946. K.A.E. Panathinaikos - 1947. K.A.E. Panathinaikos - 1948. Nije igrano - 1949. Olympiakos Pirej - 1950. K.A.E. Panathinaikos - 1951. K.A.E. Panathinaikos - 1952. Nije igrano - 1953. Panellinios Atena - 1954. K.A.E. Panathinaikos - 1955. Panellinios Atena - 1956. Nije igrano - 1957. Panellinios Atena - 1958. AEK Atena - 1959. PAOK Solun B.C. |  | - 1960. Olympiakos Pirej - 1961. K.A.E. Panathinaikos - 1962. K.A.E. Panathinaikos - 1963. AEK Atena - 1964. AEK Atena - 1965. AEK Atena - 1966. AEK Atena - 1967. K.A.E. Panathinaikos - 1968. AEK Atena - 1969. K.A.E. Panathinaikos - 1970. AEK Atena - 1971. K.A.E. Panathinaikos - 1972. K.A.E. Panathinaikos - 1973. K.A.E. Panathinaikos - 1974. K.A.E. Panathinaikos - 1975. K.A.E. Panathinaikos - 1976. Olympiakos Pirej - 1977. Panathinaikos - 1978. Olympiakos Pirej - 1979. Aris BC - 1980. K.A.E. Panathinaikos - 1981. K.A.E. Panathinaikos - 1982. K.A.E. Panathinaikos - 1983. Aris BC - 1984. K.A.E. Panathinaikos - 1985. Aris BC - 1986. Aris BC - 1987. Aris BC - 1988. Aris BC - 1989. Aris BC - 1990. Aris BC - 1991. Aris BC |  | - 1992. PAOK Solun B.C. - 1993. Olympiakos Pirej - 1994. Olympiakos Pirej - 1995. Olympiakos Pirej - 1996. Olympiakos Pirej - 1997. Olympiakos Pirej - 1998. K.A.E. Panathinaikos - 1999. K.A.E. Panathinaikos - 2000. K.A.E. Panathinaikos - 2001. K.A.E. Panathinaikos - 2002. AEK Atena - 2003. K.A.E. Panathinaikos - 2004. K.A.E. Panathinaikos - 2005. K.A.E. Panathinaikos - 2006. K.A.E. Panathinaikos - 2007. K.A.E. Panathinaikos - 2008. K.A.E. Panathinaikos - 2009. K.A.E. Panathinaikos - 2010. K.A.E. Panathinaikos - 2011. K.A.E. Panathinaikos - 2012. Olympiakos Pirej - 2013. K.A.E. Panathinaikos - 2014. K.A.E. Panathinaikos - 2015. Olympiakos Pirej - 2016. Olympiakos Pirej - 2017. K.A.E. Panathinaikos - 2018. K.A.E. Panathinaikos - 2019. K.A.E. Panathinaikos - 2020. K.A.E. Panathinaikos - 2021. K.A.E. Panathinaikos - 2022. Olympiakos Pirej - 2023. Olympiakos Pirej |  | - 2024. K.A.E. Panathinaikos - 2025. Olympiakos Pirej |

## Vanjske poveznice
- Službena stranica (Grčki)
- Službena stranica Grčkog košarkaškog saveza (Grčki)